# Дуров, Владимир Алексеевич
Влади́мир Алексе́евич Ду́ров (29 января 1950, Архангельск, РСФСР, СССР — 19 августа 2020, Москва, Россия) — советский и российский физикохимик, профессор МГУ.

## Биография
Отец — Дуров Алексей Васильевич (1918—2003), кандидат технических наук, доцент — выпускник АЛТИ, работал в АЛТИ-АГТУ, мать — Дурова Ирина Валентиновна (1923—2004), врач-педиатр выпускница АГМИ, работала в 1-м Медицинском училище г. Архангельска — отличник здравоохранения СССР.
Окончил химический факультет МГУ (1973), кандидат химических наук (1978), доктор химических наук (1989), учёное звание — профессор (1993). Автор более двухсот публикаций, в том числе 6 монографий, 12 учебных пособий, включен в список наиболее цитируемых ученых России.
На кафедре физической химии МГУ с 1 октября 1973 г.: аспирант (1973—1976), ассистент, младший научный сотрудник (1977—1982), старший научный сотрудник (1982—1989), ведущий научный сотрудник (1990—1994), с 1995 г. профессор.
Заслуженный профессор МГУ (2011).
По совместительству в 2009—2013 гг. главный специалист Российского государственного химико-технологический университета им Д. И. Менделеева (РХТУ).
Умер 19 августа 2020 г. после тяжёлой болезни. Похоронен на Хованском кладбище.
Жена — Дурова Ольга Николаевна, работала программистом НИ, дочь Глинкина (Дурова) Ирина Владимировна (1976 г.р.), кандидат медицинских наук, доцент кафедры эндокринологии ММА им. И. М. Сеченова.

## Научные интересы
- Физическая химия жидких систем: молекулярные взаимодействия;
- Термодинамика и статистическая механика;
- Фазовые и химические равновесия, стеклование;
- Диэлектрометрия;
- Акустическая спектроскопия;
- Молекулярная оптика;
- Неравновесные и флюктуационные явления;
- Механизмы супрамолекулярной самоорганизации вещества;
- Свойства и молекулярный дизайн жидкофазных материалов;
- Микрогетерогенные растворы;
- Физико-химические основы повышения нефтеотдачи пластов;
- Клатратные структуры;
- Компьютерное моделирование.

## Научная деятельность
К основным научным достижениям В. А. Дурова относятся:
- Разработка основ супрамолекулярной химии и молекулярной теории явлений самоорганизации жидких растворов;
- Развитие новых методов изучения структуры жидких систем в нанодиапазоне межчастичных расстояний;
- Выявление и изучение супрамолекулярных агрегатов в жидкостях с дальними корреляциями молекул;
- Разработка теории неравновесных и релаксационных процессов в неидеальных системах на основе обобщенных квазихимических моделей процессов в неидеальных системах;
- Развитие методов описания и прогнозирования комплекса термодинамических, диэлектрических, оптических и кинетических свойств растворов в широких интервалах параметров состояния;
- Выявление структурного полиморфизма надмолекулярной организации жидких растворов, развитие методов его изучения, и установление проявления в макроскопических свойствах неупорядоченных конденсированных систем.

## Научно-организационная деятельность
- 1987 — Член Бюро Научного Совета РАН по химической термодинамике и термохимии, председатель секции химии и термодинамики растворов Научного Совета
- 1998 — Член Президиума Научно-методического Совета по химии Министерства образования и науки России
- 1995 — Член редколлегии серии монографий «Проблемы химии растворов» РАН
- 1995 — Член Диссертационного Совета Д.501.001.50 при МГУ им. М. В. Ломоносова
- 1995—2003 — Член Комиссии Международного союза по чистой и прикладной химии (IUPAC) по термодинамике[2]
- 1998 — член Группы IUPAC-CODATA-ICSU по электронным базам данных для физико-химических исследований[3]
- 1999 — Editorial Board of the International «Journal of Molecular Liquids», Elsevier, Editor in Chief Prof. J. Barthel (Univ. Regensburg, Germany)
- 1999 — International Advisory Board of the International Conferences on Chemical Thermodynamics (ICCT)
- 1999 — International Advisory Committee of the European-Japanese Molecular Liquids Group (EMLG-JMLG)
- 2002 — Co-organiser of the NATO Advanced Study Institute (ASI)&IUPAC Conference on Physical Chemistry of Liquids, 7-15 September, 2002, Rhodos, Greece[4]
- 2002 — Research Board of Advisors, The American Biographical Institute

## Основные публикации
1. В. А. Дуров, Е. П. Агеев. Термодинамическая теория растворов. / Учебное пособие для университетов и вузов. 1-е изд-е, М.: МГУ, 1987. — 246 с; .2-е изд-е, М.: УРСС Едиториал, 2003. — 248 с;
2. В. А. Дуров. Модели ассоциативных равновесий в физико-химии растворов. //Растворы неэлектролитов в жидкостях. Монография. /Серия «Проблемы химии растворов». М.: «Наука», 1989. — С. 36-102.
3. В. А. Дуров. Модели жидких растворов: надмолекулярная структура и физико-химические свойства. //Концентрированные и насыщенные растворы. Монография. /Серия «Проблемы химии растворов». М.: «Наука», 2002. С. 170—254.
4. J. Samios, V.A. Durov, Eds. Novel Approaches to the Structure and Dynamics of Liquids: Experiments, Theories, and Simulations. NATO Science Series. II. Mathematics, Physics and Chemistry. Vol. 133. Kluwer Academic Publishers, Dordrecht, 2004. 547 pp.
5. V.A. Durov. Modeling of Supramolecular Ordering in Mixtures: Structure, Dynamics and Properties. // J. Mol. Liq., 2003, 103—104(1), 41-82.
6. V.A. Durov. Models of Liquid Mixtures: Structure, Dynamics, and Properties. // Pure&Applied Chemistry, 2004, 76 (1), 1-10.
7. V.A. Durov. Supramolecular assemblies in liquids: structure, thermodynamics, and macroscopic properties. // J. Mol. Liq., 2005, 118(1-3), 101—110.
8. V.A. Durov. Thermodynamic Models of the System with Internal Variables: Fluctuation and Relaxation Phenomena. // J.Mol. Liquids, 2004, 113(1-3), 81-99.